# Chiesa di San Rocco (Bianzano)
La chiesa di San Rocco è la parrocchiale di Bianzano in provincia e diocesi di Bergamo, e fa parte del vicariato di Borgo di Terzo-Casazza. La chiesa conserva il dipinto, olio su tela, di Jacopo Palma il Giovane raffigurante San Francesco riceve le stigmate.

## Storia
La piccola chiesa dedicata a san Rocco era sicuramente ancora in costruzione nel 1575 quando san Carlo Borromeo, arcivescovo Milano compì la sua visita pastorale diocesana sui territorio di tutta la bergamasca, negli atti è indicata come oratorio sussidiario, ma questa visita fu sicuramente di maggiore incoraggiamento perché l'edificio potesse essere ultimato, e che sostituisse la trecentesca chiesa romanica di Santa Maria Assunta.
La sua costruzione richiese tempo e fu consacrata dal vescovo Giovanni Emo nel 1614. Un'epigrafe con scritta latina posta all'interno dell'aula, fu posta a testimonianza di questa giornata.
La torre campanaria fu eretta solo successivamente, nell'Ottocento per volontà di san Olivati con la collocazione del concerto di campane. 
Nel Novecento furono eseguiti lavori di ampliamento, manutenzione e di ammodernamento.

## Descrizione

### Esterno
L'edificio di culto è preceduto dal sagrato con pavimentazione in porfido e affiancato dal percorso urbano cittadino. La facciata intonacata dalle linee molto semplici ha nella sua parte centrale inferiore l'ingresso con pareste e architrave in pietra. Nella parte superiore vi è una finestra a bifore rettangolare atta a illuminare l'aula completa di ornamento. A fianco vi sono due nicchie con le statue di san Luigi e santa Caterina d'Alessandria.
Il campanile collocato sul lato posteriore sinistro dell'edificio è completo della cella campanaria con apertura ad archi a tutto sesto. La campana maggiore venne requisita durante il secondo conflitto bellico lasciando il concerto incompleto, in quell'occasione furono fatte ricerche che indicarono che vi era un campanile di minor misura più antico ed era posizione differente, vicino al locale della sagrestia, dove poi fu posta la canonica. La statua del santo protettore è posta sulla cima della guglia, questo gira sulla sua postazione. indicando la direzione del vento.

### Interno
L'interno ad aula unica divisa da lesene poste a coppia stuccate e decorate che si collegano e che dividono l'aula in quattro campate. Il presbiterio preceduto dall'arco trionfale e da balaustra in marmo, poggiante su lesene decorate, è di misura inferiore. La parte è completa della zona absidale con coro coperto a ombrello a pianta semiottagonale conserva dipinti di importante interesse artistico, la tela del Domenico Carpinoni raffigurante san Rocco, la tela di Jacopo Palma il Giovane con San Francesco che riceve le stigmate e arredi lignei del coro con gli stalli della bottega fantoniana di Rovetta.